# Boumsell

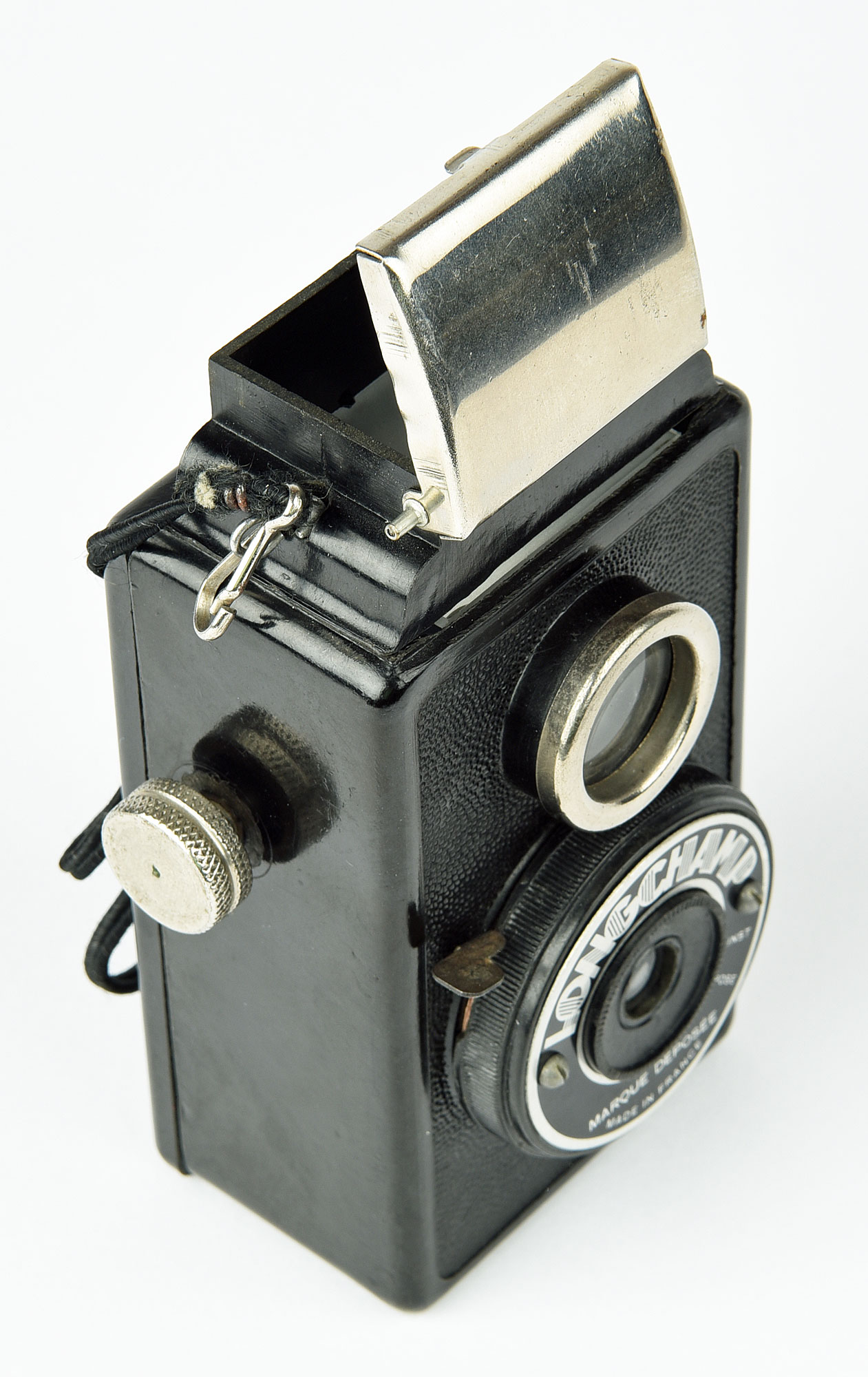
Boumsell Longchamp. Box 3 x 4 cm sur rouleau 127

Boumsell est une marque française disparue d'appareils photographiques. On ne sait pas vraiment ou étaient fabriqués ses appareils.

## Histoire
Boumsell est un distributeur de matériel photographique qui, entre le début des années 1940 et celui des années 1960, commercialise des appareils sous son nom,.

## Produits
Au début de la Seconde Guerre mondiale apparait le "Longchamp" qui est un faux reflex à deux objectifs moulé en Bakélite noire probablement assemblé chez FAP. Il fait des images de 4 x 6.5 sur du film 127. L'obturateur simpliste ne donne que la pose ou l’instantané et l'objectif est un simple ménisque sans mise au point. Malgré ses faibles qualités techniques il se vendra bien en raison de son faible prix.
En 1947 est dérivé le "Auteuil" sorti du même moule. La bakélite n'est plus noire mais marron. C'est toujours un faux reflex mais les deux jeux obturateur/objectif disponibles sont nettement plus sérieux. Il y a le choix entre un Topaz Boyer 50 mm ouvrant à 1:3.5 sur un obturateur Gitzo du1/25 au 1/200 et un FAP 50 mm à 1:3.5 sur un Rapid-Synchro montant au 1/500. Plus cher que le Longchamp il se vent moins bien.
Vers 1948 est commercialisé sous le nom de Azur une gamme de 6 x 9 pliants à soufflets sur rouleaux 120 avec différentes montes obturateur/objectif.
On trouve encore vers 1950 le "Photo-Magic" qui fait des clichés de 4 x 6.5 cm sur film 127. Il est moulé en bakélite noire ou marron. Il existe le même appareil marqué "British made" à l'intérieur du dos.
Toujours vers 1950 on trouve un box basique 6 x 9 cm sur film 120 en métal recouvert d'imitation cuir le "Box-Metal" (faute de photo sur la source il n'est pas possible de savoir si la désignation figure sur l'appareil ou si c'est une commodité de langage de l'auteur).

## Fabrication
Le lieu de fabrication est une énigme, il est même impossible de savoir si c'est en France ou aux États-Unis que sont moulés les appareils. L'avis général des collectionneurs lie d'une part Boumsell et FAP et, d'autre part, ces deux marques avec les marques américaines "Argus" et "Monarch Mfg Co",.

## Collection
Le "Longchamp" de bas de gamme produit en de nombreux exemplaires est assez courant. L'"Auteuil" plus perfectionné et moins produit est franchement rare. Les pliants "Azur" peu produits sont relativement rares. Les "Box-Metal" et "Photo-Magic" ne figurent que sur le "McKeown's" ce qui est un signe de rareté mais l'estimation reste très raisonnable.